# Le Amiche (együttes)
A Le Amiche egy kizárólag lányokból álló, rövid életű, olasz együttes volt az 1960-as évek közepén, amely csekély működési időtartama dacára beírta a nevét az olasz könnyűzene történetébe, a yé-yé, a beat és a doo-wop irányzatok képviselőjeként. Aktív időszakuk alig több mint egy év volt, 1964-1965-ben, de ez idő alatt öt kislemezt és egy nagylemezt is megjelentettek; legnagyobb sikerük a Se mi vuoi un po' di bene című szám volt.

## Története
A Le Amiche 1964-ben alakult, a korszak azon kevés olasz könnyűzenei együtteseinek egyikeként, amelyeknek tagjai kizárólag lányok voltak. [Hasonló együttes volt még például a Le Snobs vagy a Sonia e le Sorelle.] Dalaik egy része az ugyancsak kizárólag lányokból álló, akkoriban népszerű New Orleans-i együttes, a The Dixie Cups számainak feldolgozása volt. 1964-ben, újoncként vettek részt az ugyanabban az évben indult Festival delle Rose nevű római dalfesztiválon, ahol az Un giorno o l’altro. A következő évben már két számmal léphettek fel a fesztiválon (Basta con i ricordi, Se questa vita non ti va), valamint közreműködtek a Sanremói Dalfesztiválon is (Remo Germani énekes társaságában) a Prima o poi című dallal.
Rövid működési időszakuk alatt két zenés filmben – Viale della canzone, Questi pazzi, pazzi italiani – is közreműködhettek, Tullio Piacentini rendezésében; az előbbiben a Se mi vuoi un po' di bene, utóbbiban a Quello che la gente dirà című dallal. [Az előbbi dal annak a világslágernek az olasz nyelvű feldolgozása volt, amelyet Jeff Barry, Ellie Greenwich és Phil Spector írt, Chapel of Love címmel, elsőként a The Dixie Cups vitte sikerre 1964-ben, akkoriban három héten át vezette a Billboard slágerlistáját, később pedig rengetegen dolgozták fel, többek között Elton John is a Négy esküvő és egy temetés című filmhez, 1994-ben.] Első – az együttes nevével azonos címen kiadott – albumuk megjelentetése azonban nem hozta meg azt a sikert, amire számítottak, ezért az együttes még abban az évben beszüntette tevékenységét.

## Tagok
Az együttest négy római lány – Annamaria Bellot Romanet, Giusy Francia, Graziella Masone és Silvana Masone – alapította, mind a négyen konzervatóriumot végeztek zongora tanszakon.

## Diszkográfia

### Albumok
- Le Amiche - 1965 Jolly LPJ5053

1.: Un giorno o l’altro
2.: Ma lasciala
3.: Se questa vita non ti va
4.: Sai illudermi
5.: Divertiamoci
6.: Se avessi visto quando mi guardava
7.: Basta con i ricordi
8.: La ragazza della spiaggia
9.: Quello che la gente dirà
10.: Per una rosa
11.: Se mi vuoi un po' di bene (Chapel of love)
12.: Terry
13.: Remo Germani - Prima o poi (bonus track)

### Kislemezek
- Se mi vuoi un po’ di bene / Un giorno o l’altro - 1965 Jolly J 20268
- Per una Rosa / Quello che la gente dirà - 1965 Jolly J20278
- Divertiamoci / Ma Lasciala - 1965 Jolly J20303
- Basta con i ricordi / Se questa vita non ti va - 1965 Jolly J20325
- Terry / Sai Illudermi - 1965 Jolly J20342